# Hans Schäfer
Pour les articles homonymes, voir Schäfer.
Johann Schäfer, dit Hans Schäfer, né le 19 octobre 1927 à Cologne dans l’État libre de Prusse et mort le 7 novembre 2017 dans la même ville en Rhénanie-du-Nord-Westphalie, est un footballeur international allemand. Il évoluait au poste d'attaquant.
Il effectue l'intégralité de sa carrière professionnelle au 1. FC Cologne, avec lequel il remporte deux titres de champion d'Allemagne en 1962 et 1964. Il dispute également trois Coupes du monde avec l'équipe d'Allemagne : il remporte celle de 1954 en Suisse, puis participe à celles de 1958 en Suède et de 1962 au Chili.

## Carrière

### Ses débuts
Hans Schäfer commence le football en 1937 au DJK Rheinland Zollstock (puis SV 05/08 Zollstock et aujourd'hui Rot-Weiß Zollstock), un club de quartier de Cologne. En parallèle, il est à l'époque apprenti coiffeur au côté de son père. En 1947, il est remarqué par plusieurs clubs de Cologne. Malgré la réticence du Rot-Weiß Zollstock, le Spielvereinigung Sülz 07, club du quartier du même nom au sud de Cologne, réussit à attirer le joueur, mais doit arranger un transfert vers la zone d'occupation américaine et le VfR 1920 Volkmarsen, non loin de la ville de Cassel dans la Hesse, pour éviter la menace d'une suspension d'un an du joueur. En échange du service rendu, le président du SpVgg Sülz 07, également grossiste de cuisines et sanitaires, offre une cuisine intégrée à son homologue de Volkmarsen. Le 18 juin 1947, Hans Schäfer rejoint donc la Hesse, où il reste un an, avant de reprendre la direction de Cologne. Entre-temps, le 18 février 1948, le SpVgg Sülz 07 a fusionné avec le Kölner Ballspiel-Club pour former le 1. FC Cologne et c'est donc le jeune FC que Schäfer rejoint, entraîné à l'époque par Hennes Weisweiler.

### En club
Lors de sa première saison avec les Geißböcke, il évolue au sein de la deuxième division de l'Oberliga Ouest, l'une des cinq ligues allemandes entre 1947 et 1963. Un an plus tard, il remporte son premier titre sur les bords du Rhin et Cologne se hisse en première division. Lors de la saison 1949-1950, la première du club à ce niveau, Schäfer marque 17 buts au cours des 28 matches auxquels il participe. Élément offensif important de l'équipe, il est le meilleur buteur du championnat lors des saisons 1952-1953 et 1953-1954 avec 26 réalisations qui voient coup sur coup le FC Cologne terminer à la deuxième place, puis remporter le titre de champion d'Oberliga Ouest et accéder ainsi deux fois à la phase finale nationale du championnat, qui oppose les meilleures équipes de chaque ligue du pays. Lors de cette dernière saison, le club échoue également en finale de la coupe d'Allemagne.
Malgré des résultats en baisse dans les quatre saisons qui suivent, Hans Schäfer inscrit une soixantaine de buts en une centaine de matchs. Mais la saison 1958-1959 marque le retour dans la phase finale avec la place de vice-champion en Oberliga. De 1960 à 1963, c'est-à-dire les dernières saisons de l'ère Oberliga, Schäfer et Cologne remportent à chaque fois l'Oberliga Ouest. Dans la phase finale nationale, le club et son buteur accrochent le titre de vice-champion de RFA en 1960, avant que la saison 1961-1962 ne consacre le FC Köln champion d'Allemagne pour la première fois. Hans Schäfer marque le premier but lors de la finale remportée le 12 mai 1962 contre le FC Nuremberg (4-0). En 1963, c'est une nouvelle place de vice-champion de RFA. Cette stabilité dans les résultats permet à l'équipe de compter parmi les seize sélectionnées pour la première saison de la Bundesliga, la ligue nationale unique nouvellement créée. Hans Schäfer s'illustre à 12 reprises et participe au deuxième titre de champion de RFA remporté par le FC Cologne au cours de cette première saison. Il reçoit également en cours de saison le titre de footballeur allemand de l'année.
Hans Schäfer se retire au terme la saison 1964-1965.

### En sélection
Le 9 novembre 1952, il dispute son premier match sous le maillot de l'équipe nationale d'Allemagne face à la Suisse et réussit un doublé. Schäfer est l'un des artisans de la victoire lors de la coupe du monde de 1954. Lors des phases de poule, il marque le premier but de la compétition pour son équipe au cours du match contre la Turquie. Il marque à nouveau en demi-finale contre l'Autriche. À l'issue de la finale contre la Hongrie, aussi connue comme le « miracle de Berne », l'Allemagne remporte son premier titre mondial.
Schäfer est à nouveau sélectionné lors de la coupe du monde de 1958, il participe à tous les matches et inscrit trois buts mais son équipe termine la compétition à la quatrième place. Il participe à sa troisième et dernière coupe du monde lors de l'édition de 1962 : lui et ses coéquipiers ne parviennent pas à dépasser les quarts de finale, ils sont éliminés par la Yougoslavie. Ce match est le dernier de sa carrière internationale : il se retire de l'effectif de la Mannschaft après 39 sélections et 15 buts, dont 7 inscrits en phase finale de coupe du monde.

## Statistiques
| Saison                | Club                  | Championnat           | Championnat | Championnat | Coupe(s) nationale(s) | Coupe(s) nationale(s) | Compétition(s) continentale(s) | Compétition(s) continentale(s) | Compétition(s) continentale(s) | Play-offs | Play-offs | Total | Total |
| Saison                | Club                  | Division              | M.          | B.          | M.                    | B.                    | Comp.                          | M.                             | B.                             | M.        | B.        | M.    | B.    |
| 1949-1950             | 1. FC Cologne         | Oberliga West         | 27          | 17          | 0                     | 0                     | -                              | -                              | -                              | -         | -         | 27    | 17    |
| 1950-1951             | 1. FC Cologne         | Oberliga West         | 27          | 11          | 0                     | 0                     | -                              | -                              | -                              | -         | -         | 27    | 11    |
| 1951-1952             | 1. FC Cologne         | Oberliga West         | 28          | 14          | 0                     | 0                     | -                              | -                              | -                              | -         | -         | 28    | 14    |
| 1952-1953             | 1. FC Cologne         | Oberliga West         | 28          | 27          | 0                     | 0                     | -                              | -                              | -                              | 6         | 2         | 34    | 29    |
| 1953-1954             | 1. FC Cologne         | Oberliga West         | 28          | 26          | 0                     | 0                     | -                              | -                              | -                              | 2         | 1         | 30    | 27    |
| 1954-1955             | 1. FC Cologne         | Oberliga West         | 19          | 10          | 0                     | 0                     | -                              | -                              | -                              | -         | -         | 19    | 10    |
| 1955-1956             | 1. FC Cologne         | Oberliga West         | 29          | 14          | 0                     | 0                     | -                              | -                              | -                              | -         | -         | 29    | 14    |
| 1956-1957             | 1. FC Cologne         | Oberliga West         | 22          | 17          | 0                     | 0                     | -                              | -                              | -                              | -         | -         | 22    | 17    |
| 1957-1958             | 1. FC Cologne         | Oberliga West         | 29          | 15          | 0                     | 0                     | -                              | -                              | -                              | 5         | 3         | 34    | 18    |
| 1958-1959             | 1. FC Cologne         | Oberliga West         | 27          | 13          | 0                     | 0                     | -                              | -                              | -                              | 5         | 0         | 32    | 13    |
| 1959-1960             | 1. FC Cologne         | Oberliga West         | 20          | 16          | 0                     | 0                     | -                              | -                              | -                              | 4         | 0         | 24    | 16    |
| 1960-1961             | 1. FC Cologne         | Oberliga West         | 23          | 19          | 0                     | 0                     | -                              | -                              | -                              | 6         | 2         | 29    | 21    |
| 1961-1962             | 1. FC Cologne         | Oberliga West         | 22          | 13          | 2                     | 2                     | C3                             | 2                              | 0                              | 4         | 2         | 30    | 17    |
| 1962-1963             | 1. FC Cologne         | Oberliga West         | 26          | 11          | 2                     | 1                     | C1                             | 2                              | 1                              | 7         | 3         | 37    | 16    |
| 1963-1964             | 1. FC Cologne         | Bundesliga            | 22          | 12          | 2                     | 3                     | C3                             | 7                              | 1                              | -         | -         | 31    | 16    |
| 1964-1965             | 1. FC Cologne         | Bundesliga            | 17          | 8           | 0                     | 0                     | C1                             | 3                              | 0                              | -         | -         | 20    | 8     |
| Total sur la carrière | Total sur la carrière | Total sur la carrière | 394         | 243         | 6                     | 6                     | -                              | 14                             | 2                              | 39        | 13        | 453   | 264   |

| Année | Matchs | Buts |
| ----- | ------ | ---- |
| 1952  | 1      | 2    |
| 1953  | 3      | 0    |
| 1954  | 7      | 7    |
| 1955  | 5      | 1    |
| 1956  | 5      | 0    |
| 1957  | 3      | 0    |
| 1958  | 9      | 4    |
| 1959  | 1      | 0    |
| 1960  | 0      | 0    |
| 1961  | 0      | 0    |
| 1962  | 5      | 1    |
| Total | 39     | 15   |

## Palmarès
- 1. FC Cologne
  - Champion d'Allemagne en 1962 et 1964
  - Vice-champion d'Allemagne en 1960, 1963 et 1965
  - Finaliste de la coupe d'Allemagne en 1954
  - Footballeur allemand de l'année en 1963

- Équipe d'Allemagne de football
  - Vainqueur de la Coupe du monde en 1954.
  - 39 sélections et 15 buts avec l'équipe d'Allemagne entre 1952 et 1962.